# Carlos Augusto Balthazar
Carlos Augusto Carvalho Balthazar (Campos dos Goytacazes, 1 de outubro de 1960) é um político brasileiro filiado ao Partido Liberal. Formado em Políticas Públicas pela Universidade Federal do Rio de Janeiro, atualmente é prefeito de Rio das Ostras, eleito em 2024 para seu terceiro mandato não seguido. Anteriormente foi prefeito da cidade por dois mandatos.

## Biografia
Carlos Augusto Carvalho Balthazar nasceu em Campos dos Goytacazes. Filho de Zenaide Carvalho Balthazar e Nilton Balthazar, comerciantes locais, trabalhou com ambos até o final de sua adolescência. Em 1978, sua família se mudou para Rio das Ostras, na época, distrito de Casimiro de Abreu, voltando a trabalhar com seus pais. 
Carlos Augusto se formou como técnico de contabilidade e em seguida, se especializou em políticas públicas pela Escola de Políticas Públicas e Governo da Universidade Federal do Rio de Janeiro. Sempre demonstrando gosto pela política e esteve ligado a movimentos sociais, fundaria então, a Associação de Moradores de Nova Aliança, passando a representar os interesses da comunidade.
Participou do movimento que levou na emancipação do então distrito de Casimiro, sendo mais tarde, Secretário Municipal de Bem-Estar Social da cidade. Carlos é detentor de um recorde, sendo o único vereador do Brasil a ser Presidente da Câmara Municipal por 12 anos consecutivos.[carece de fontes?]

## Carreira política
Carlos Augusto foi eleito prefeito de Rio das Ostras em 2004, permanecendo por oito anos no cargo, sendo reeleito em 2008. A gestão de Balthazar é bem avaliada na cidade, sendo conhecido como um dos maiores líderes do município. Durante seu governo, Rio das Ostras foi considerado o melhor município em qualidade de vida no interior do Estado do Rio de Janeiro, de acordo com a FIRJAN, sendo o segundo em todo o Estado, que definiu como excelente a administração local e seu Índice de Gestão Fiscal, com base nos dados de 2010. 
Durante a gestão de Carlos Augusto, foi implementado o Orçamento Participativo, onde, membros da sociedade civil, durante assembleia, definem para onde o orçamento municipal será destinado no ano respectivo.
Ao todo Carlos Augusto recebeu algumas premiações por sua gestão, sendo elas:
• Prêmio Prefeito Empreendedor
(2008), como reconhecimento da melhor aplicação dos recursos dos royalties.
• Prêmio Destaque Brasil Américas (2008), destinado aos 100 municípios do País com maior crescimento de receita e retorno de ICMS.
• Prêmio Feijão Maravilha (2010), pela criação de políticas públicas que apoiem agricultores.
• Prêmio Prefeito Empreendedor (2012), pela criação de programas de incentivo à geração de emprego e desenvolvimento.

### Denúncias e cassação do mandato
A gestão de Carlos Augusto, apesar de bem avaliada, foi cercada de denúncias de irregularidades ao longo dos anos. Enquanto estava no comando da cidade, ficou inelegível por de abuso de poder político e econômico durante o pleito de 2008. Segundo o ministro Dias Toffoli, relator do processo, o motivo da condenação foi um culto realizado em 18 de agosto de 2008 em uma igreja evangélica sob o pretexto de comemorar o aniversário da esposa, à época, primeira-dama municipal. De acordo com a decisão, não houve pedido direto de votos, mas foi oferecido bolo, refrigerante e salgadinhos a cerca de 1.300 pessoas. O evento também teve a presença de diversos grupos de música. Isso resultou na restrição dos direitos políticos de Balthazar, que ficou inelegível por oito anos.
Se candidatou ao cargo de prefeito em 2016, tendo concorrido por meio de liminar. Para o Ministério Público Eleitoral (MPE) e outros órgão que analisaram o processo até a decisão final, Carlos Augusto estava inelegível no momento do pedido de registro de candidatura às eleições de 2016, condição que durou de 5 de outubro de 2008 a 5 de outubro de 2016. Apesar disso, Carlos Augusto foi empossado por meio de liminar após alcançar a maioria dos votos nas eleições de 2016. Isso permitiu que ele continuasse como prefeito do município até 10 de abril de 2018, quando o TSE decidiu pela extinção do mandato da chapa composta por ele e pelo vice, Zezinho Salvador (PRB).